# Zahrádky (Jindřichův Hradec-i járás)
Zahrádky település Csehországban, a Jindřichův Hradec-i járásban. Zahrádky Bořetín, Jilem, Strmilov, Studená, Horní Meziříčko, Popelín és Panské Dubenky településekkel határos. Lakosainak száma 252 fő (2024. január 1.).

## Népesség
A település lakosságának változását az alábbi diagram mutatja:
| Lakosok száma | 545  | 563  | 586  | 459  | 333  | 246  | 258  | 261  | 252  | 252  |
|               | 1869 | 1890 | 1921 | 1950 | 1980 | 2001 | 2017 | 2019 | 2022 | 2024 |